# (12312) Väte
(12312) Väte, désignation internationale (12312) Vate, est un astéroïde de la ceinture principale.

## Description
(12312) Vate est un astéroïde de la ceinture principale. Il fut découvert le 2 mars 1992 à La Silla par le programme UESAC. Il présente une orbite caractérisée par un demi-grand axe de 2,74 UA, une excentricité de 0,13 et une inclinaison de 7,0° par rapport à l'écliptique.

## Compléments